# كابانياس
بلدية كابانياس (بالإسبانية: Cabanellas) هي بلدية تقع في مقاطعة جرندة التابعة لمنطقة كتالونيا شمال شرق إسبانيا.

## الديموغرافيا
بلغ عدد سكان بلدية كابانياس 247 نسمة عام 2011 (وفقاً للمعهد الوطني الإسباني للإحصاء).
| 227 | 230 | 230 | 249 | 242 | 236 | 247 |